# 上海市建青实验学校
上海市建青实验学校（英語：Shanghai Jian Qing Experiment School，简称：建青，旧称：建青中学），位于上海市长宁区虹桥街道，是迄今为止上海市唯一的一所中小幼“十五年一贯制”学校。

## 概述
上海市建青实验学校系公益服务一类的事业单位。学校从事关系公共教育、基层的义务教育和公民社会基本权利的公益服务，由长宁区人民政府出资保障，不存在任何经营性活动。
学校坐落于古北新区，紧邻虹桥开发区，地址为古羊路900号。学校占地面积约48亩，建筑面积近30000平方米，绿化覆盖面积约达12000平方米。学校现有教学班65个左右 ，中、外在籍学生2300余名，教职员工230余人。
学校现任校长为潘敬芳（任期：2016年10月 - ），副校长为童葆菁等3人。校训为“真诚 责任 求实 创新”。

## 发展历史
1939年，私立南洋模范无线电学校在上海市环龙路创建，这是学校的前身。
1954年，校址迁入华山路。
1955年9月，经上海市教育局批准，学校更名为私立建青初级中学（建青中学）。
1956年6月，建青中学转为公立学校。
1976年，学校被批准为正规的完全中学。
1978年，建青中学成为上海市人民政府首批命名的区级重点中学。
1984年，经长宁区人民政府批准，学校与虹二小学、虹二幼儿园合并，被命名为上海市建青实验学校，成为上海市唯一一所集幼儿园、小学、初中、高中为一体的“十五年一贯制”学校。
2005年，建青实验学校整体搬迁至现址古羊路900号。

## 设施
- A楼，又称教学楼（中学部）[註 2]，共5层楼。六年级至高三年级分别从低层到高层依次分布，此外还有年级组办公室与学科教研室。
- B楼，又称教学楼（小学部），共5层楼。一年级至五年级分别依次分布在1楼到4楼，5楼为校图书馆，此外还有年级组办公室与学科教研室。
- C楼，又称行政楼，共5层。有校长室、副校长室、教导处、主任室等。
- D楼，又称实验楼，共4层。有职工食堂、实验室、计算机房等。
- 地下室。有自行车停车场、学生活动室等。
- 操场
- 体育馆